# Raffaello Romanelli

Statuia Dorobanțului din Turnu Măgurele

Raffaello Romanelli (n. 1856, Florența - d. 1928, Florența) a fost un sculptor italian. Este autor a peste 300 de lucrări plastice, din care 40 se află în România.  Multe altele se găsesc în orașul Detroit, Michigan, Statele Unite ale Americii.

## Biografie
Raffaello Romanelli s-a născut în anul 1856, în orașul Florența, fiind fiul celebrului sculptor italian Pasquale Romanelli. A urmat cursurile Academiei de Arte Frumoase din Florența, completându-și educația în atelierul tatălui său.
A obținut succese la concursurile internaționale, încă de foarte tânăr, în special în America, Argentina, Cuba, Franța, Germania, România, Rusia și Venezuela. În Italia, el a executat multe monumente în marmură, de mari dimensiuni, reprezentând mari personalități, Regele Carlo Alberto, Giuseppe Garibaldi, Benvenuto Cellini, etc.
Într-o carieră de peste 50 de ani, Raffaello Romanelli a realizat peste 300 de opere importante, dintre care peste 40 se află în România. Între anii 1902-1913 a realizat mai multe sculpturi în România și patru portrete ale familiei regale.
Raffaello Romanelli a încetat din viață în anul 1928, în orașul Florența.

## Lucrări (selecție)
- Cenotaful lui Donatello din Florența - 1896
- Statui de la Castelul Peleș: grupul statuar "Zeul Peleșului", statuile zeului Dansului și al zeului Neptun, grupul Apollo cu cele doua Minerve, Venus intrând în baie, Venus și Cupidon, zeul Marte cu coroană și o creangă de lauri în mână, zeița Fortuna, zeul Cupidon, amorași, basoreliefuri cu decoruri de viță și struguri, zeița vânătorii Diana cu câinele și tolba, Neptun plutind pe valuri printre delfini, și alte nenumărate statui.
- Bustul regelui Carol I al României de la Castelul Pelișor
- Statuia Dorobanțului din Turnu Măgurele - 1907 - cod LMI TR-III-m-A-14523
- Statuia lui Mihail Kogălniceanu din Iași - 1911
- Statuia lui Alexandru Ioan Cuza din Iași - 1912
- Monumentul Unirii din Galați
- Monumentul Eroilor Sanitari din București
- Monumente funerare din Cimitirul Bellu: "Doamna cu umbrela", grupul statuar funerar al cuplului Poroineanu, Cavoul familiei Stăncescu, în cripta familiei Gheorghieff se afla asezate busturile dr. C. Istrate, Luiza Jianu etc.